# Monthou-sur-Bièvre
Monthou-sur-Bièvre település Franciaországban, Loir-et-Cher megyében. Lakosainak száma 793 fő (2022. január 1.). Monthou-sur-Bièvre Chaumont-sur-Loire, Les Montils, Pontlevoy, Sambin, Valaire és Le Controis-en-Sologne községekkel határos.

## Népesség
A település népességének változása:
| Lakosok száma | 399  | 423  | 502  | 669  | 814  | 823  | 811  | 799  | 794  | 793  |
|               | 1968 | 1982 | 1990 | 2006 | 2013 | 2015 | 2017 | 2019 | 2020 | 2022 |